# Francoamericans

Bandera francoamericana

El terme francoamericans designa els residents de l'Amèrica del Nord que tenen arrels franceses i que mantenen el francès com a llengua materna (o una barreja d'aquesta i l'anglès). Viuen sobretot a l'estat de Louisiana (Estats Units d'Amèrica) i la província del Quebec (Canadà). La seva religió majoritària és el catolicisme i sovint tenen una educació bilingüe. El francès té estatut de llengua cooficial al Quebec i, de fet, a tot el Canadà.